# بارثينيا
بارثينيا (بالإنجليزية: Parthenia) كانت مدينة رومانية بربرية في موريتانيا القيصرية. تقع قرب مدينة سطيف الحالية بالجزائر.